# Immortal (álbum de Michael Jackson)
Immortal es un álbum de remezclas de música originalmente grabada por el artista estadounidense Michael Jackson, con The Jackson 5 / The Jacksons, lanzado el 21 de noviembre de 2011, por Epic Records, a modo de banda sonora para el tour del Cirque Du Soleil, The Immortal World Tour, que debutó el 2 de octubre de 2011 en Montreal.

## Lista de canciones
MJJ Productions Inc, la división discográfica de The Michael Jackson Company LLC, anunció los títulos de las canciones de Immortal e Immortal (Deluxe) de la siguiente manera:

| Edición estándar | |                              |          |  |
| N.º              | Título | Artista(s) adicional(s)      | Duración |  |
| 1.               | «Workin' Day and Night (Immortal Version)»                                                                       |                              | 3:36     |  |
| 2.               | «The Immortal Intro (Immortal Version)»                                                                          | Jackson 5; Janet Jackson     | 3:07     |  |
| 3.               | «Childhood (Immortal Version)»                                                                                   |                              | 4:35     |  |
| 4.               | «Wanna Be Startin' Somethin' (Immortal Version)»                                                                 |                              | 3:07     |  |
| 5.               | «Dancing Machine/Blame It on the Boogie (Immortal Version)»                                                      | The Jacksons                 | 4:49     |  |
| 6.               | «This Place Hotel (Immortal Version)»                                                                            | The Jacksons                 | 2:08     |  |
| 7.               | «Smooth Criminal (Immortal Version)»                                                                             |                              | 1:59     |  |
| 8.               | «Dangerous (Immortal Version)»                                                                                   |                              | 2:41     |  |
| 9.               | «The Jackson 5 Medley: I Want You Back/ABC/The Love You Save (Immortal Version)»                                 | Jackson 5                    | 3:45     |  |
| 10.              | «Speechless/Human Nature (Immortal Version)»                                                                     |                              | 3:18     |  |
| 11.              | «Is It Scary/Threatened (Immortal Version)»                                                                      | Rockwell; 50 Cent            | 5:05     |  |
| 12.              | «Thriller (Immortal Version)»                                                                                    |                              | 3:32     |  |
| 13.              | «You Are Not Alone/I Just Can't Stop Loving You (Immortal Version)»                                              | Siedah Garrett               | 6:07     |  |
| 14.              | «Beat It/State of Shock (Immortal Version)»                                                                      | The Jacksons and Mick Jagger | 3:09     |  |
| 15.              | «Jam (Immortal Version)»                                                                                         | Heavy D                      | 2:37     |  |
| 16.              | «Planet Earth/Earth Song (Immortal Version)»                                                                     |                              | 4:04     |  |
| 17.              | «They Don't Care About Us (Immortal Version)»                                                                    |                              | 3:36     |  |
| 18.              | «I'll Be There (Immortal Version)»                                                                               | Jackson 5                    | 1:53     |  |
| 19.              | «Immortal Megamix: Can You Feel It/Don't Stop 'Til You Get Enough/Billie Jean/Black or White (Immortal Version)» | The Jacksons                 | 9:08     |  |
| 20.              | «Man in the Mirror (Immortal Version)»                                                                           |                              | 4:17     |  |

| Edición de lujo Disco 1 | |                          |          |  |
| N.º                     | Título                                                                                             | Artista(s) adicional(s)  | Duración |  |
| 1.                      | «Workin' Day and Night (Immortal Version)»                                                         |                          | 3:36     |  |
| 2.                      | «The Immortal Intro (Immortal Version)»                                                            | Jackson 5; Janet Jackson | 3:07     |  |
| 3.                      | «Childhood (Immortal Version)»                                                                     |                          | 4:35     |  |
| 4.                      | «Wanna Be Startin' Somethin' (Immortal Version)»                                                   |                          | 3:08     |  |
| 5.                      | «Shake Your Body (Down to the Ground) (Immortal Version)»                                          | The Jacksons             | 2:27     |  |
| 6.                      | «Dancing Machine/Blame It on the Boogie (Immortal Version)»                                        | The Jacksons             | 4:04     |  |
| 7.                      | «Ben (Immortal Version)»                                                                           |                          | 3:44     |  |
| 8.                      | «This Place Hotel (Immortal Version)»                                                              | The Jacksons             | 2:08     |  |
| 9.                      | «Smooth Criminal (Immortal Version)»                                                               |                          | 1:59     |  |
| 10.                     | «Dangerous (Immortal Version)»                                                                     |                          | 2:41     |  |
| 11.                     | «The Mime Segment: (I Like) The Way You Love Me/Speed Demon/Another Part of Me (Immortal Version)» |                          | 2:52     |  |
| 12.                     | «The Jackson 5 Medley: I Want You Back/ABC/The Love You Save (Immortal Version)»                   | Jackson 5                | 3:45     |  |
| 13.                     | «Speechless/Human Nature (Immortal Version)»                                                       |                          | 3:20     |  |
| 14.                     | «Is It Scary/Threatened (Immortal Version)»                                                        | Rockwell; 50 Cent        | 5:03     |  |
| 15.                     | «Thriller (Immortal Version)»                                                                      |                          | 3:37     |  |

| Edición de lujo Disco 2 | |                              |          |  |
| N.º                     | Título | Artista(s) adicional(s)      | Duración |  |
| 1.                      | «You Are Not Alone/I Just Can't Stop Loving You (Immortal Version)»                                              | Siedah Garrett               | 6:08     |  |
| 2.                      | «Beat It/State of Shock (Immortal Version)»                                                                      | The Jacksons and Mick Jagger | 3:09     |  |
| 3.                      | «Jam (Immortal Version)»                                                                                         | Heavy D                      | 2:37     |  |
| 4.                      | «Planet Earth/Earth Song (Immortal Version)»                                                                     |                              | 4:01     |  |
| 5.                      | «Scream/Little Susie (Immortal Version)»                                                                         | Janet Jackson                | 4:45     |  |
| 6.                      | «Gone Too Soon (Immortal Version)»                                                                               |                              | 3:23     |  |
| 7.                      | «They Don't Care About Us (Immortal Version)»                                                                    |                              | 3:37     |  |
| 8.                      | «Will You Be There (Immortal Version)»                                                                           |                              | 4:56     |  |
| 9.                      | «I'll Be There (Immortal Version)»                                                                               | Jackson 5                    | 1:50     |  |
| 10.                     | «Immortal Megamix: Can You Feel It/Don't Stop 'Til You Get Enough/Billie Jean/Black or White (Immortal Version)» | The Jacksons                 | 9:08     |  |
| 11.                     | «Man in the Mirror (Immortal Version)»                                                                           |                              | 4:14     |  |
| 12.                     | «Remember the Time/Bad (Immortal Version)»                                                                       |                              | 4:39     |  |

## Listas

### Semanales
| Lista (2011)                      | Mejor posición |
| --------------------------------- | -------------- |
| Australian Albums Chart           | 43             |
| Austrian Albums Chart             | 29             |
| Belgian Albums Chart (Flanders)   | 13             |
| Belgian Albums Chart (Wallonia)   | 17             |
| Dutch Albums Chart                | 17             |
| French Albums Chart               | 42             |
| German Albums Chart               | 23             |
| Italian Albums Chart              | 13             |
| Japanese Albums Chart (Billboard) | 9              |
| Japanese Albums Chart (Oricon)    | 11             |
| New Zealand Albums Chart          | 35             |
| Norwegian Albums Chart            | 34             |
| Spanish Albums Chart              | 16             |
| Swedish Albums Chart              | 59             |
| Swiss Albums Chart                | 17             |
| UK Albums Chart                   | 65             |
| US Billboard 200                  | 24             |
| US Top R&B/Hip-Hop Albums         | 5              |

### Anuales
| Lista (2012)                    | Posición |
| ------------------------------- | -------- |
| US Billboard 200                | 174      |
| US Billboard R&B/Hip-Hop Albums | 35       |

## Historial de lanzamientos
| Región         | Fecha                   | Discográfica             | Formato              |
| -------------- | ----------------------- | ------------------------ | -------------------- |
| Austria        | 18 de noviembre de 2011 | Sony Music Entertainment | CD, descarga digital |
| Países Bajos   | 18 de noviembre de 2011 | Sony Music Entertainment | descarga digital     |
| Alemania       | 18 de noviembre de 2011 | Sony Music Entertainment | CD, descarga digital |
| Alemania       | 21 de noviembre de 2011 | Sony Music Entertainment | CD, descarga digital |
| Reino Unido    |                         | Sony Music Entertainment | CD, descarga digital |
| Francia        |                         | Sony Music Entertainment | CD, descarga digital |
| Estados Unidos | Epic Records            |                          | CD, descarga digital |
| España         | 22 de noviembre de 2011 | Sony Music Entertainment | CD, descarga digital |
| Italia         | 22 de noviembre de 2011 | Sony Music Entertainment | CD, descarga digital |
| Japón          | 23 de noviembre de 2011 | Sony Music Japan         | CD                   |
| Australia      | 25 de noviembre de 2011 | Sony Music Entertainment | CD, descarga digital |
| Indonesia      | 22 de diciembre de 2011 | Sony Music Entertainment | CD                   |
| China          | 30 de marzo de 2012     | Sony Music China         | CD                   |